# Arany galuska
L'arany galuska o aranygaluska è un dolce tradizionale ungherese.

## Caratteristiche
Il dolce è composto da palline di pasta di lievito, burro fuso, zucchero e noci tritate e uvetta. A volte, il dolce viene accompagnato con la crema alla vaniglia. Il termine arany galuska è traducibile in "gnocchi d'oro", un termine che fa riferimento alla doratura a cui viene sottoposto durante la sua cottura.

## Versione cecoslovacca

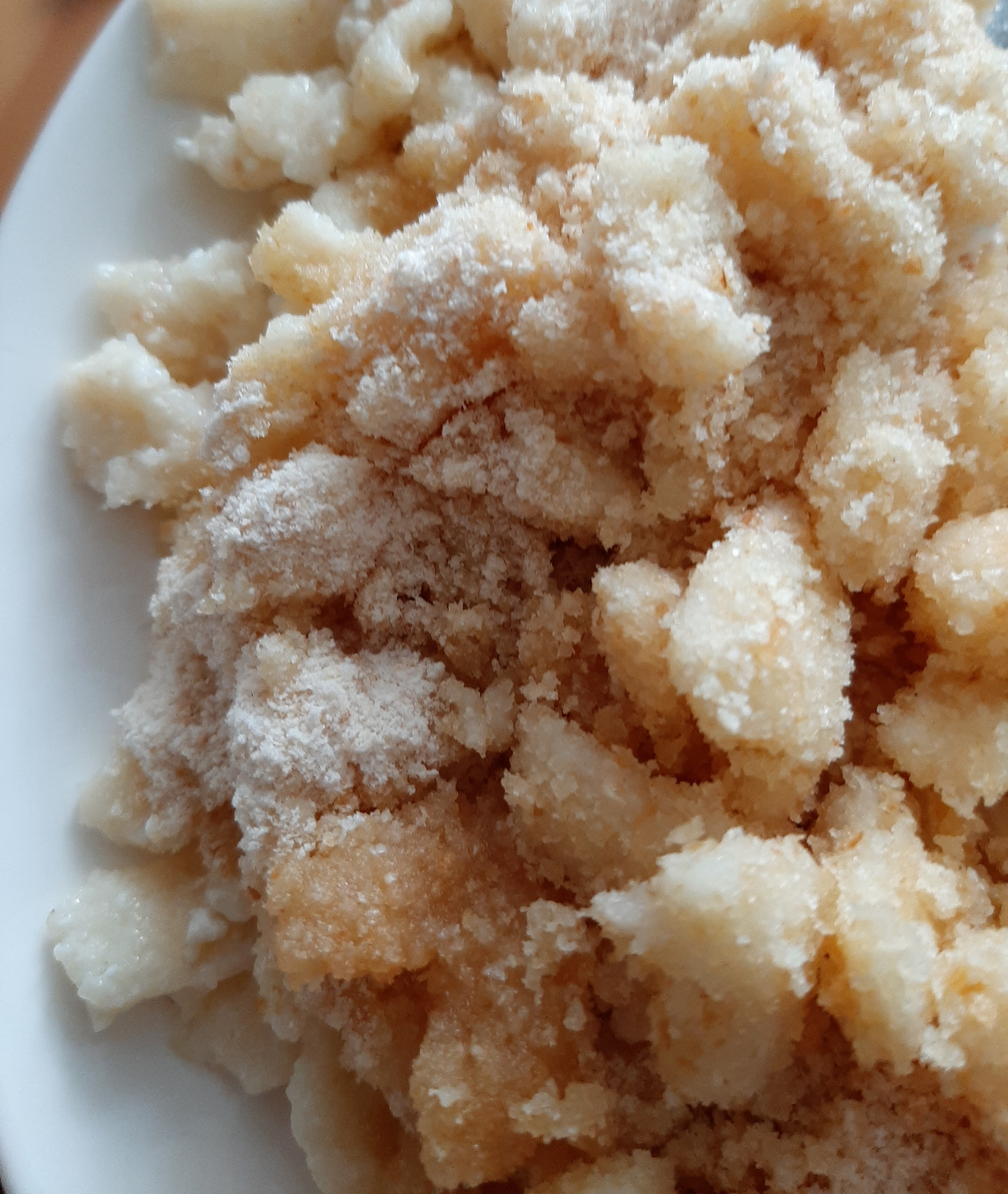
I zlaté halušky con briciole di pane dolce

Dal periodo socialista in Cecoslovacchia è nota anche una ricetta da halušky di tvaroh e semola conditi con briciole di pane dolce che è versato di burro fuso chiamato zlaté halušky /ˈzlateː ˈɦaluʂki/ (italiana: halušky d'oro). Questa ricetta è spesso usata dalle mense scolastiche ceche o slovacche.

## Alimenti simili
Una variante del dolce è la somlói galuska, a base di pan di spagna, crema alla vaniglia, cioccolato fuso, uvetta e rum. Tale versione può essere guarnita con la panna montata. La first lady Nancy Reagan, moglie di Ronald Reagan, rese popolare un dolce simile statunitense dell'arany galuska noto come monkey bread (lett. "pane di scimmia").